# Церковь Входа Господня в Иерусалим (Верея)
Церковь Входа Господня в Иерусалим — православный храм Наро-Фоминского благочиния Московской епархии в городе Верея Наро-Фоминского района Московской области. Расположен в Зареченской части города, на обрывистом берегу реки Протвы.

## История
Существует версия, что Входо-Иерусалимский Спасский монастырь существовал с XIV века, современное здание церкви было построено в 1677—1679 годах, как монастырский собор.
Архитектурно храм относится к типичным постройкам второй половины XVII века. Кирпичный бесстолпный кубический объём на подклете перекрыт глухим сомкнутым сводом с пятью главами, с северо-запада примыкает восьмигранная шатровая колокольня. Изначально церковь имела три входа — северный деревянный, южный и западный, но южное крыльцо было разобрано около 1886 года, сохранившееся западное — открытое, каменное, с верхним и нижним рундуками на кувшинообразных столбах. В храме два этажа: в нижнем придел Покрова Богородицы, в верхнем главный — Входа Господня в Иерусалим.
Во время секуляризационной реформы 1764 года монастырь был упразднён и церковь стала приходской. Закрыта в 1930-х годах, впоследствии частично разрушена, в начале 1960-х годов получила статус памятника архитектуры, проведена частичная реставрация: были восстановлены тёсовые кровли и покрытие глав лемехом. Передана общине в 2000 году, в 2002 году был назначен настоятель, регулярные богослужения совершаются с 2010 года, на 2013 год реставрация завершена.